# Gamaliel IV
Gamaliel IV (probablemente a finales del siglo III d. C.), también conocido como Gamaliel IV ben Judá II, era el hijo del Nasí Judá II, y fue el padre de Judá III. Gamaliel IV fue el presidente del Sanedrín entre 270 y 290 después de Cristo. Sin embargo, debido a la persecución del Imperio Romano, durante su presidencia se eliminó el nombre de Sanedrín, y sus decisiones autorizadas se emitieron posteriormente bajo el nombre de Beth HaMidrash. En el Talmud de Jerusalén, hay una historia de la humildad de Gamaliel IV. Cuando Abahu le hizo una pregunta sobre la ley, Gamaliel IV habló de su propia ignorancia en comparación con Abahu. Se dice que Hoshaiah evitó que Gamaliel IV introdujera en Siria una sentencia que se refiere al diezmo de los cultivos.